# Biblioteca comunale Giosuè Carducci di Spoleto
La biblioteca comunale Giosuè Carducci di Spoleto si trova all'interno di Palazzo Mauri, in pieno centro storico, vicino all'arco di Druso e alla chiesa di sant'Ansano. Il palazzo è stato ristrutturato e la biblioteca riaperta nel 2009, dopo anni di chiusura conseguente ai danni provocati dai terremoti del 1979 e del 1997. Gli spazi aperti al pubblico sono distribuiti su tre piani per un totale di circa 2.200 metri quadrati.

## Storia
Ha la sua prima origine in tempi napoleonici quando il prefetto del Trasimeno delibera la formazione di una pubblica biblioteca da realizzare utilizzando i fondi delle corporazioni religiose soppresse nel 1810, fondi poi raccolti e riordinati intorno al 1860 dallo storico locale Achille Sansi.
Numerose le case religiose di Spoleto le cui raccolte di libri andarono ad arricchire la biblioteca pubblica: vennero confiscate ai minori conventuali, ai minori cappuccini, agli agostiniani, ai domenicani, ai filippini, ai serviti e, in misura maggiore, ai gesuiti. Non meno pregevoli le raccolte dei privati: nobili famiglie spoletine in decadenza vendettero al comune i loro volumi. Un ricco patrimonio bibliografico ed archivistico fu quello delle raccolte dei conti Campello donate rispettivamente alla biblioteca e all'archivio di Spoleto..
Realizzata solo nel 1861 per volontà dell'allora sindaco Giuseppe Sorchi, inizialmente occupa alcuni locali nel collegio gesuita di Santa Maria della piaggia, per poi spostarsi all'interno del monastero della SS. Trinità sotto la direzione prima di Giuseppe Gigli, poi di Rinaldo Gherghi. Lo sviluppo della biblioteca è rapidissimo, nel 1881 le acquisizioni portano il totale dei volumi a più di 15.000. Viene intitolata a Giosuè Carducci nel 1907, subito dopo la sua morte. 

Ma collocata in ambienti vecchi e inadatti è impossibilitata a funzionare efficacemente. In seguito a pressioni dirette del Ministero dell'educazione nazionale, che provvede alle spese con un contributo iniziale di 1000 lire, le autorità comunali nel 1932 dispongono il trasferimento del patrimonio librario nelle sale di Palazzo Mauri, acquistato dal comune nel 1918. Il ministero interviene anche per il restauro di 11 preziosi incunabuli.
Il palazzo diventa sede anche di importanti istituzioni cittadine come l'Accademia spoletina e la Sezione di Archivio di Stato di Spoleto.
Luigi Fausti, già segretario dell'Accademia spoletina, viene nominato direttore della biblioteca nel 1930; cura l'ordinamento del materiale bibliografico che finalmente viene messo a disposizione dei lettori, notevolmente diminuiti negli anni (negli anni 1929-30 vengono registrate soltanto 500 presenze). Il patrimonio librario al momento della nuova apertura consta di: 27.454 volumi; 10 incunaboli; 180 manoscritti. La biblioteca diventa il maggior istituto bibliografico cittadino grazie anche a lasciti di privati.
Alla morte del Fausti nel 1943, viene nominato il maestro Placido Nicolai, già aiutante del Fausti che, in qualità di socio dell'Associazione italiana biblioteche dal 1948 fino al 1968, organizza a Spoleto il XV Congresso nazionale AIB nel 1964. Per l'occasione la sede viene restaurata e ammodernata. Grazie alla sua competenza e precedendo i colleghi umbri, è fra i primi bibliotecari ad adottare le regole della schedatura internazionale, guadagnando l'ammirazione di numerosi studiosi di biblioteconomia.

## Descrizione

### Patrimonio
Contiene 110.000 unità, tra volumi, opuscoli, riviste, manoscritti e stampe, di cui circa 19.000 appartenenti al Fondo Antico.
Cospicua la sezione dedicata alle pubblicazioni regionali e locali; fra le opere di pregio due Bibbie miniate del XIII secolo, numerosi incunaboli e cinquecentine.
I fondi speciali sono:
- Ferretti (area giuridica): edizioni a stampa dal XVI al XX secolo. Fondo in deposito della Regione Umbria
- Francolini (area agro-alimentare): manoscritti, periodici ed edizioni a stampa dal XIX al XX secolo
- Cesare Micheli (area medica): periodici ed edizioni a stampa dal XVII al XX secolo
- Panetti (area storico artistica): edizioni a stampa
- Lucarini (fondo fotografico): stampe fotografiche, negativi e diapositive

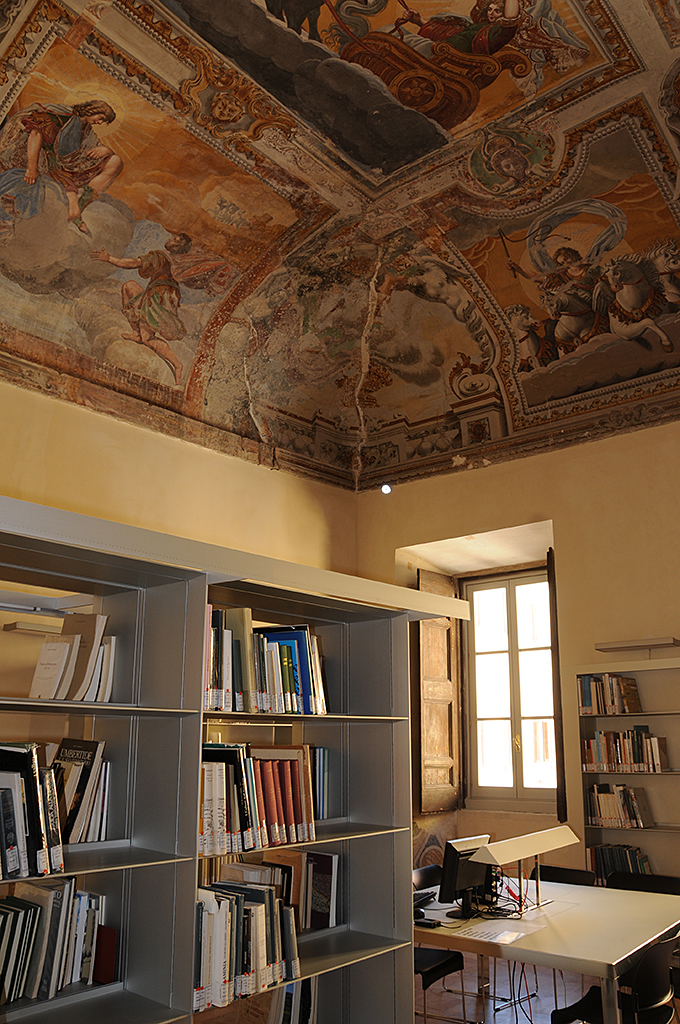
Sala di lettura

### Sede
Al piano terra:
- la sezione ragazzi
- 1 sala ludoteca con 2 postazioni ludico-ricreative
- il cortile del palazzo coperto adibito a emeroteca e il Caffè letterario, entrambi accessibili anche durante gli orari di chiusura.

 Ai piani superiori:

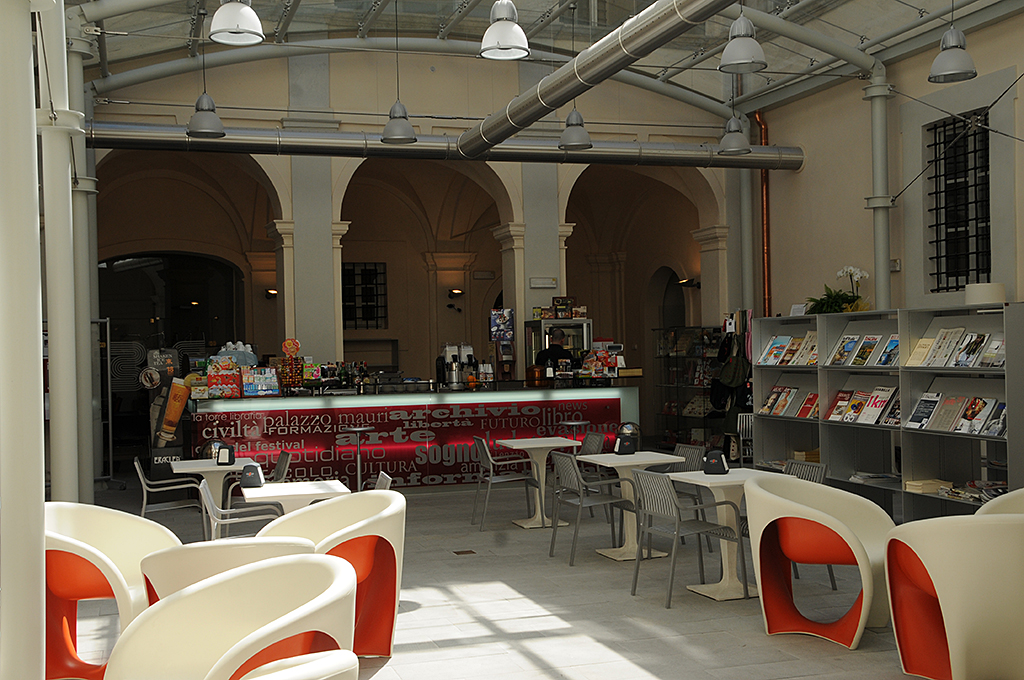
Caffè letterario - Emeroteca

- 13 sale di lettura e studio con 209 posti e 30 postazioni informatiche
- 2 sale conferenze per un totale di 90 posti
- 1 sala mostre
- il Centro di documentazione multimediale della città di Spoleto che raccoglie documentazione relativa alle vicende artistiche, culturali, economiche e sociali della storia recente della città; oltre alla fototeca comunale, si aggiungono documenti audio, video e fotografici acquisiti grazie all’accordo con Rai Teche
- il centro di documentazione denominato  "Eventi estremi e disastri: Centro euro-mediterraneo di documentazione", nato dalla collaborazione tra l’Istituto nazionale di geofisica e vulcanologia e il Comune di Spoleto.

## Palazzo Mauri
Fu costruito nei primi decenni del '600 dalla famiglia Mauri, un tempo una delle principali della città. Diventa proprietà del comune, che cerca una sede decorosa per i propri istituti di cultura, nel 1918. Nel 1932 diviene la sede della biblioteca comunale e della Accademia spoletina.
Il piano nobile è composto da vasti ambienti decorati nelle volte di affreschi da Alessandro Bottoni (1622), Giuseppe Valeriano (1740) e Domenico Sergardi (1748). Nel salone gentilizio si trovano un grande camino marmoreo e un soffitto di legno intagliato. In alcuni camini del palazzo è inciso il nome di Andrea Mauri, prefetto generale delle poste e delle dogane, che fece edificare dall'architetto Giovanni Battista Mola nel 1626 la cappella delle SS. Icone all'interno del Duomo di Spoleto. Suo figlio Silvestro fu gesuita, insegnante e rettore del Collegio Romano, autore di trattati di filosofia e teologia.
Al piano terra, dove è stato recentemente portato alla luce un mosaico del periodo longobardo (VI d.C.), per molti anni ha avuto sede la Tipografia dell'Umbria, una delle più antiche stamperie della città, fondata nel 1866.

## Biblioteca Carandente
Dal 2006 la città si è arricchita di un'altra biblioteca con sede in Palazzo Collicola, al piano terra del Museo Carandente. Il suo fondo librario riguarda l'arte moderna e contemporanea; comprende 30.000 volumi tra cataloghi di mostre collettive e personali, monografie di artisti italiani e stranieri, materiale multimediale, una fototeca, riviste d'arte italiane e straniere. Si è formata con periodici lasciti di Giovanni Carandente sin dagli anni '80.